# Pseudobryum
Pseudobryum là một chi rêu trong họ Mniaceae.